# Тимелія ефіопська
Тиме́лія ефіопська (Sylvia galinieri) — вид горобцеподібних птахів родини кропив'янкових (Sylviidae). Ендемік Ефіопії. Вид названий на честь французького мандрівника Жозефа Жермена Галіньє.

## Таксономія
Раніше ефіопську тимелію відносили до монотипового роду Parophasma в родині тимелієвих, однак за результатами молекулярно-філогенетичного дослідження вид був переведений до роду Кропив'янка (Sylvia) в родині кропив'янкових.

## Опис
Довжина птаха становить 14—19 см. Забарвлення переважно сіре, голова і нижня частина тіла дещо світліша, відносно короткі крила чорнуваті, довгий хвіст темно-сірий. Лоб білуватий, перед очима чорні плями. Живіт і гузка яскраво-оранжево-коричневі. Райдужки червоні, дзьоб короткий, загострений, чорний. Спів гучний, мелодійний і різноманітний, схожий на спів дрозда, птахи часто співають дуетом.

## Поширення і екологія
Ефіопські тимелії мешкають в посушливих високогірних районах Ефіопського нагір'я. Вони живуть в гірських ялівцевих лісах і в гірських бамбукових заростях, на висоті від 2440 до 2655 м над рівнем моря. Зустрічаються парами або зграйками до 8 птахів. Живляться ягодами ялівцю, іншими дрібними плодами, а також комахами. Сезон розмноження у них триває з січня по липень. Гніздо чашоподібне. робиться з переплетених рослинних волокон, розміщується на висоті 5 м над землею. В кладці 2 блідих яйця, поцяткованих темними плямками.